# Dubouzetia
Dubouzetia es un género  de plantas  perteneciente a la familia Elaeocarpaceae.  Comprende 14 especies descritas y de estas, solo 11 aceptadas.

## Taxonomía
El género fue descrito por Pancher ex Brongn. & Gris y publicado en Bulletin de la Société Botanique de France 8: 199. 1861. La especie tipo es: Dubouzetia campanulata Pancher ex Brongn. & Gris	

## Especies aceptadas
A continuación se brinda un listado de las especies del género Dubouzetia aceptadas hasta febrero de 2014, ordenadas alfabéticamente. Para cada una se indica el nombre binomial seguido del autor, abreviado según las convenciones y usos.
- Dubouzetia acuminata Sprague
- Dubouzetia australiensis Coode
- Dubouzetia campanulata Pancher ex Brongn. & Gris
- Dubouzetia caudiculata Sprague
- Dubouzetia confusa Guillaumin & Virot
- Dubouzetia dentata A.C.Sm.
- Dubouzetia elegans Brongn. & Gris
- Dubouzetia galorei Coode
- Dubouzetia guillauminii Virot
- Dubouzetia kairoi Coode
- Dubouzetia saxatilis A.R.Bean & Jessup